# Henri III de Luxembourg
Henri III de Luxembourg, mort en 1096, est comte à Luxembourg de 1086 à 1096. Il est fils de Conrad Ier, comte de Luxembourg et de Clémence d'Aquitaine.
Il ne se marie pas et son frère Guillaume lui succède.